# كليف أكورانج
كليف دانكوه أكورانج (من مواليد 27 فبراير 1981) هو لاعب كرة قدم وهو لاعب ومدير ورئيس في كوجشال يونايتد.